# Eugène Moreau de Melen
Eugène Moreau de Melen (15 oktober 1915) was een Belgisch hockeyer.

## Levensloop
Moreau de Melen was actief bij Royal Léopold HC.
Hij maakte deel uit van het Belgisch hockeyteam. Met de nationale ploeg nam hij onder meer deel aan de Olympische Zomerspelen van 1936.